# Notre-Dame-de-la-Joie (Penmarch)

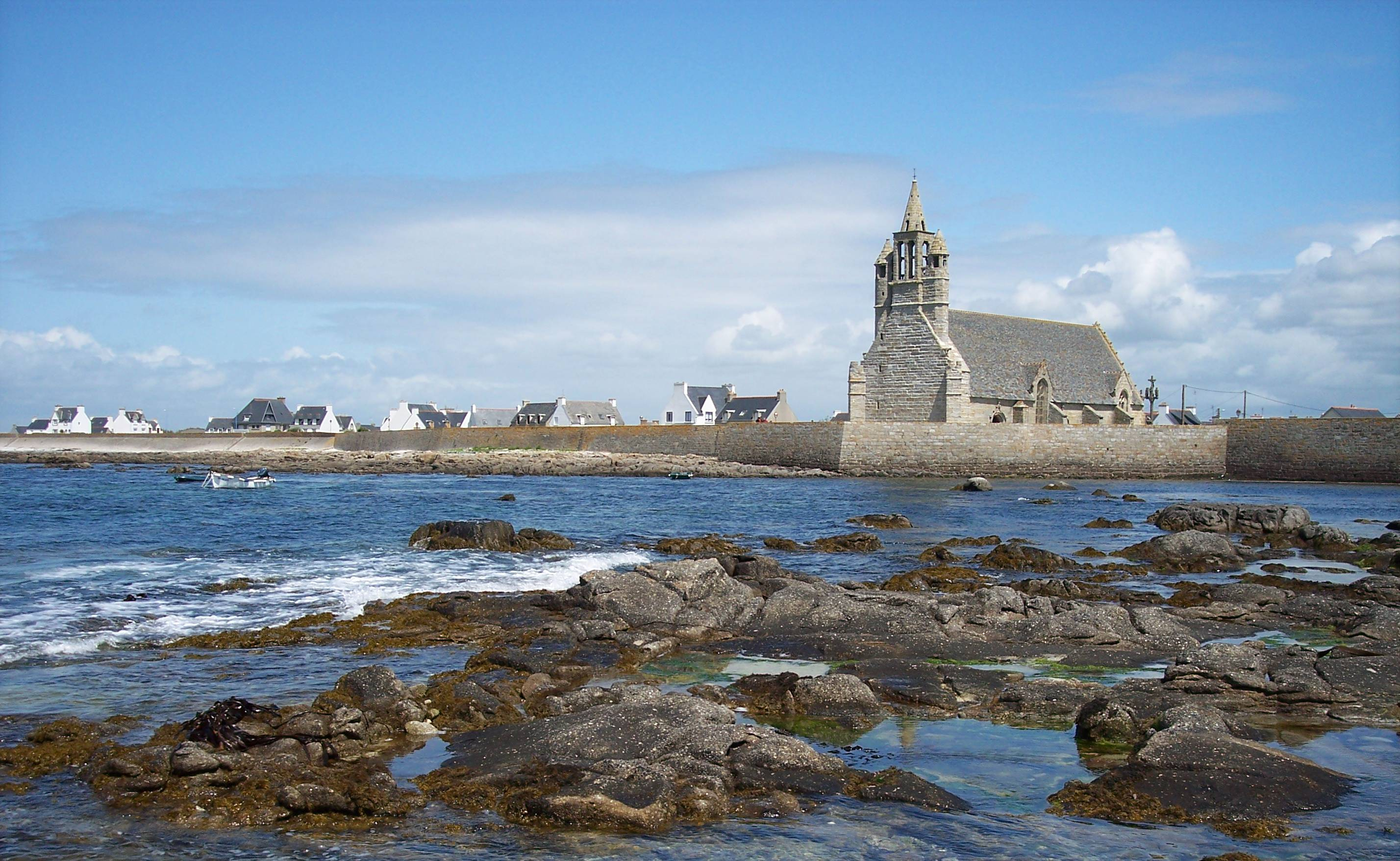
Die Kapelle an der Atlantikküste

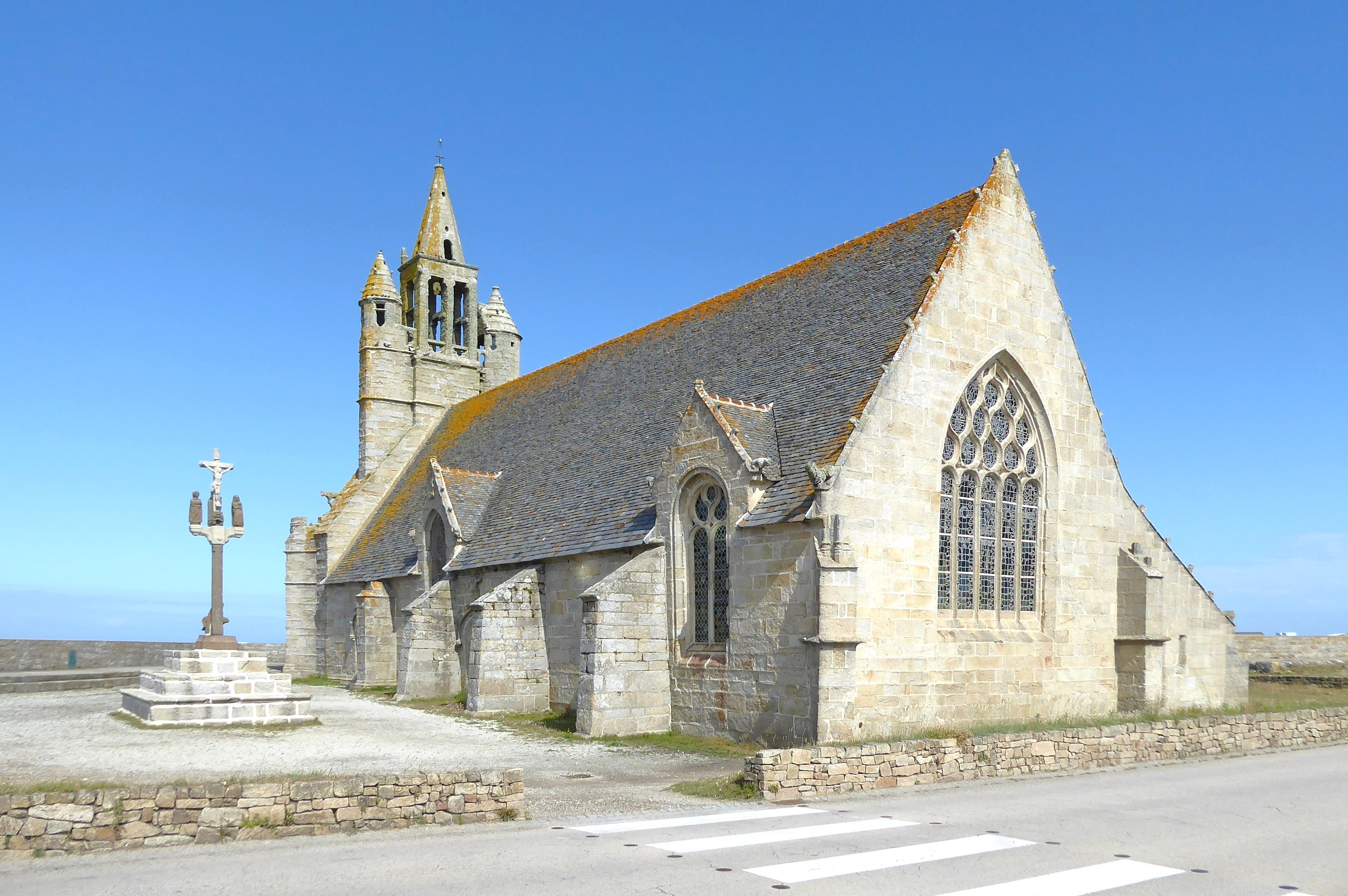
Kalvarienberg und Kapelle

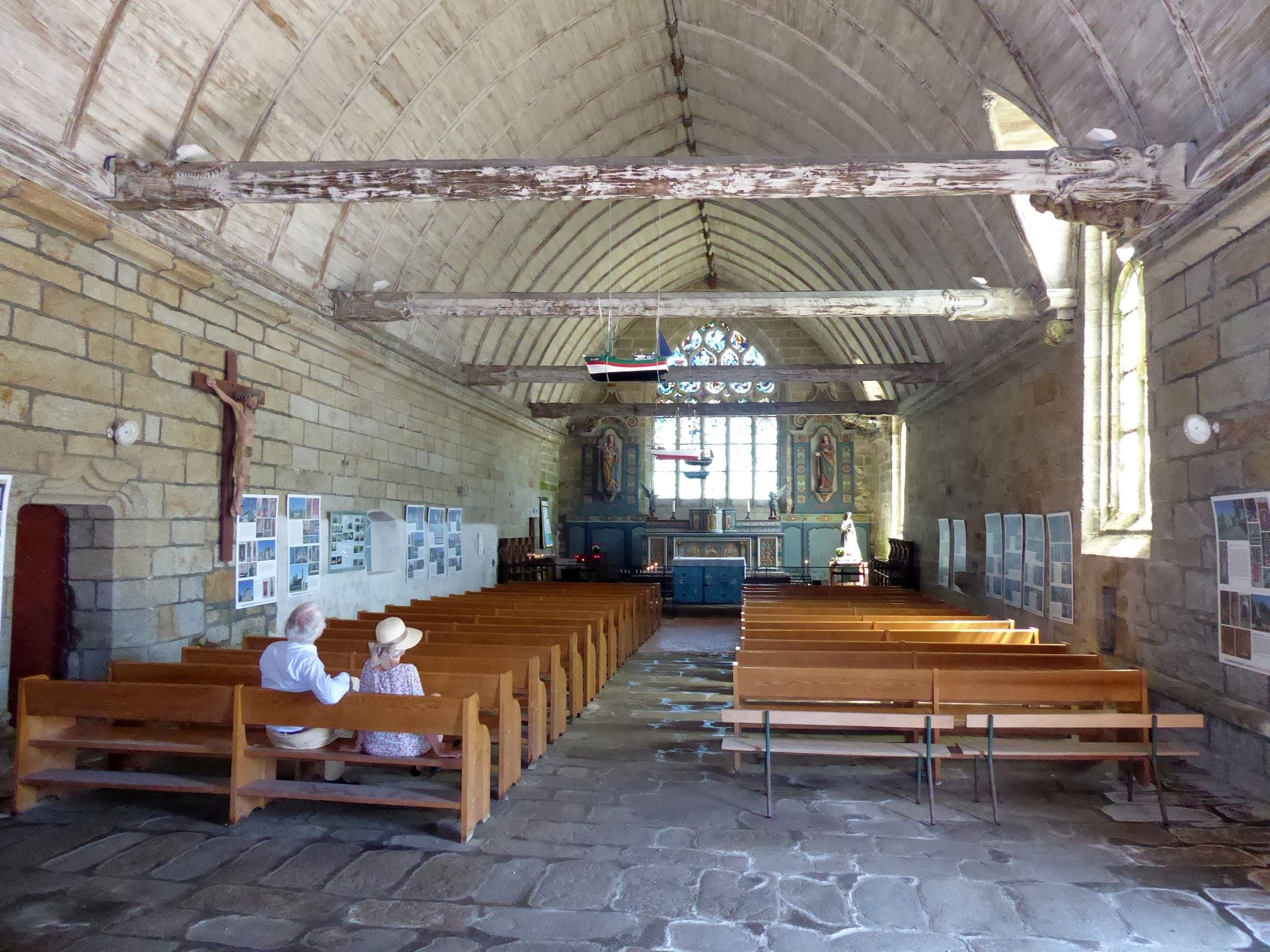
Innenansicht

Notre-Dame-de-la-Joie (Unsere liebe Frau der Freude) ist eine römisch-katholische Kapelle in Penmarch in der Bretagne. Die Kapelle und der zugehörige Kalvarienberg sind seit 1916 als Monument historique klassifiziert.

## Geschichte
Die Kapelle Notre-Dame-de-la-Joie wurde Ende des 15. Jahrhunderts im Stil der Flamboyantgotik unmittelbar an der Atlantikküste zwischen den Ortsteilen Saint-Pierre und Saint-Guénolé von Penmarch errichtet. Sie sollte dem Dank der Seeleute an Unsere Liebe Frau Ausdruck verleihen, wenn diese vor Stürmen auf See gerettet wurden.
Der Glockengiebel erhebt sich über der Westwand der Kapelle, die vollkommen vermauert nur durch drei enge Scharten Licht hereinlässt. Der Grundriss des Gotteshauses ist rechteckig mit geradem Chorschluss. Die Decke ist aus Eichenholz gefertigt und hat die Form eines umgedrehten Bootsrumpfs. Die Querbalken sind beschnitzt und zeigen Köpfe von Ungeheuern. Von der Decke hängen verschiedene Schiffsmodelle. An der südlichen Kirchenwand befindet sich eine geschnitzte Skulptur einer Meerjungfrau, die die Galionsfigur eines Schiffes war. Das Dach wurde 1998 komplett renoviert. 
Der Kalvarienberg südlich neben der Kapelle stammt aus dem Jahr 1588 und wurde im 18. und 20. Jahrhundert renoviert.